# Кривче

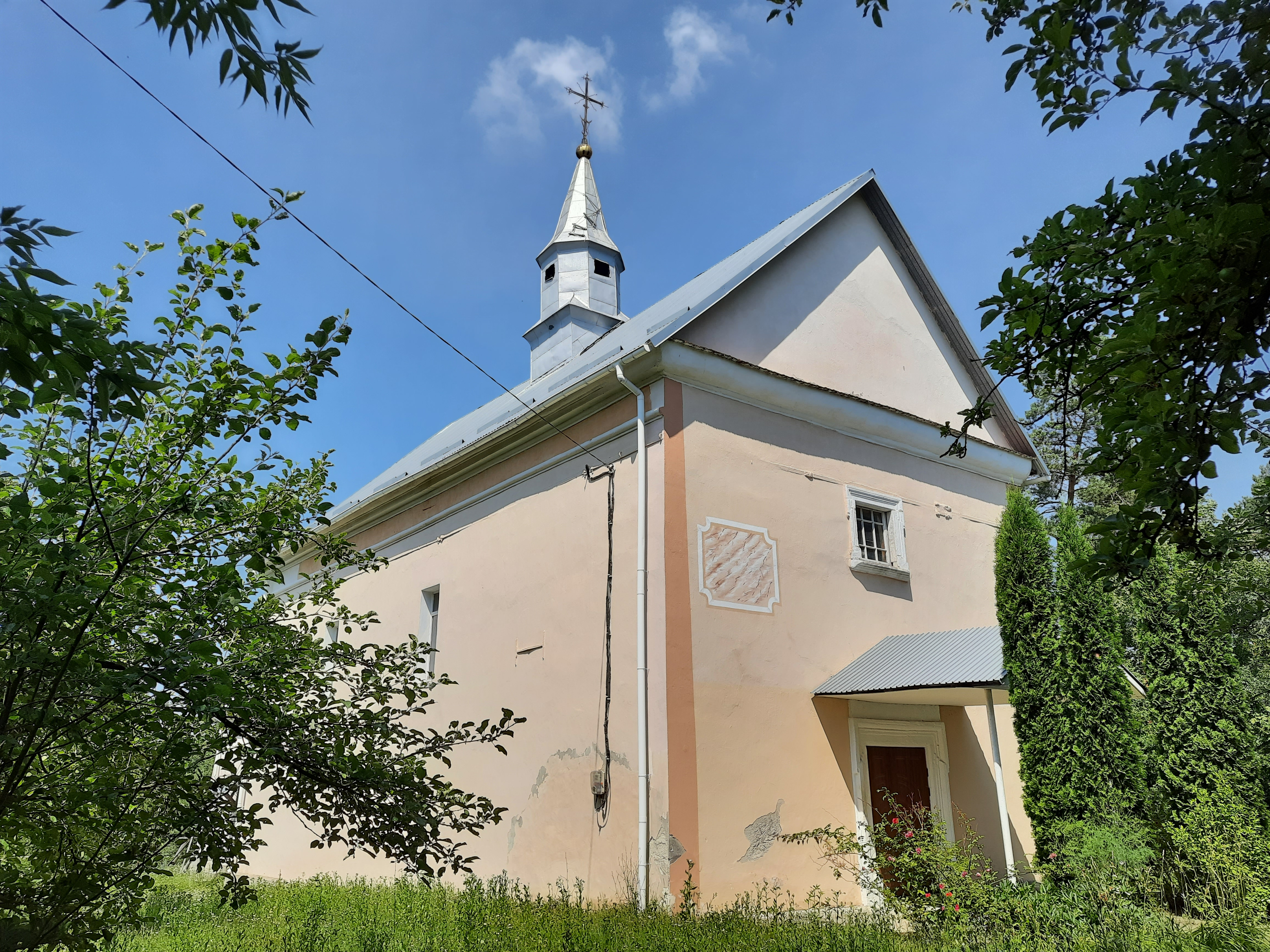
Костел

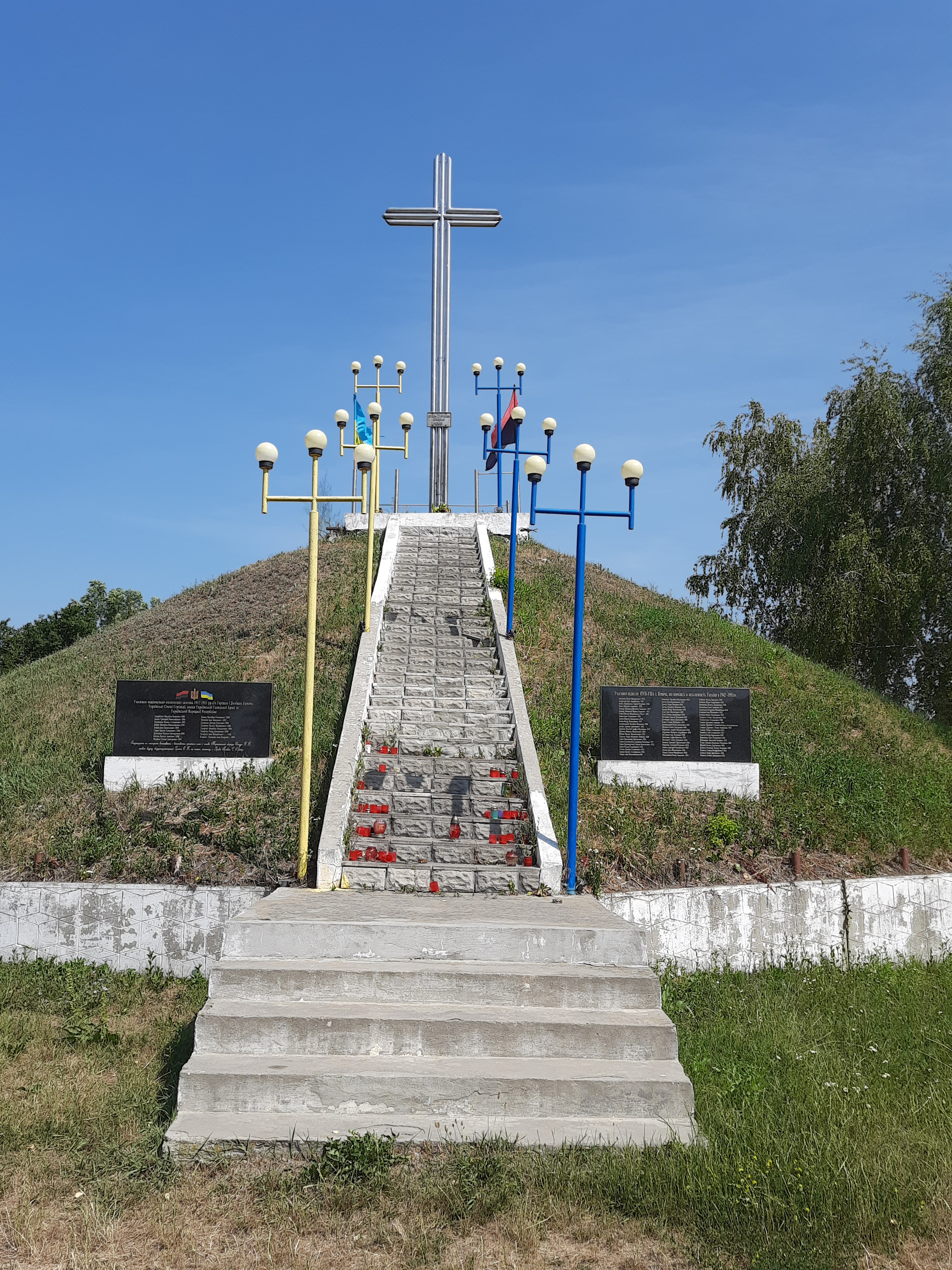
Символічна могила Борцям за волю України

Кри́вче — село в Україні, у Борщівській міській громаді Чортківського району Тернопільської області. Розташоване на заході району. До Кривчого (Раніше — Верхнє Кривче і Нижнє Кривче) приєднано хутори Ходусів і Хоми.

## Географія
Село розташоване на відстані 373 км від Києва, 101 км — від обласного центру міста Тернополя, за 12 км від міста Борщів та за 62 км від Кам’янця-Подільського. У селі річка Рудка впадає у річку Циганку.

### Клімат
Кривче знаходяться в межах вологого континентального клімату із теплим літом. Але діяльність людини призводить до поганих змін та глобального потепління.

## Історія

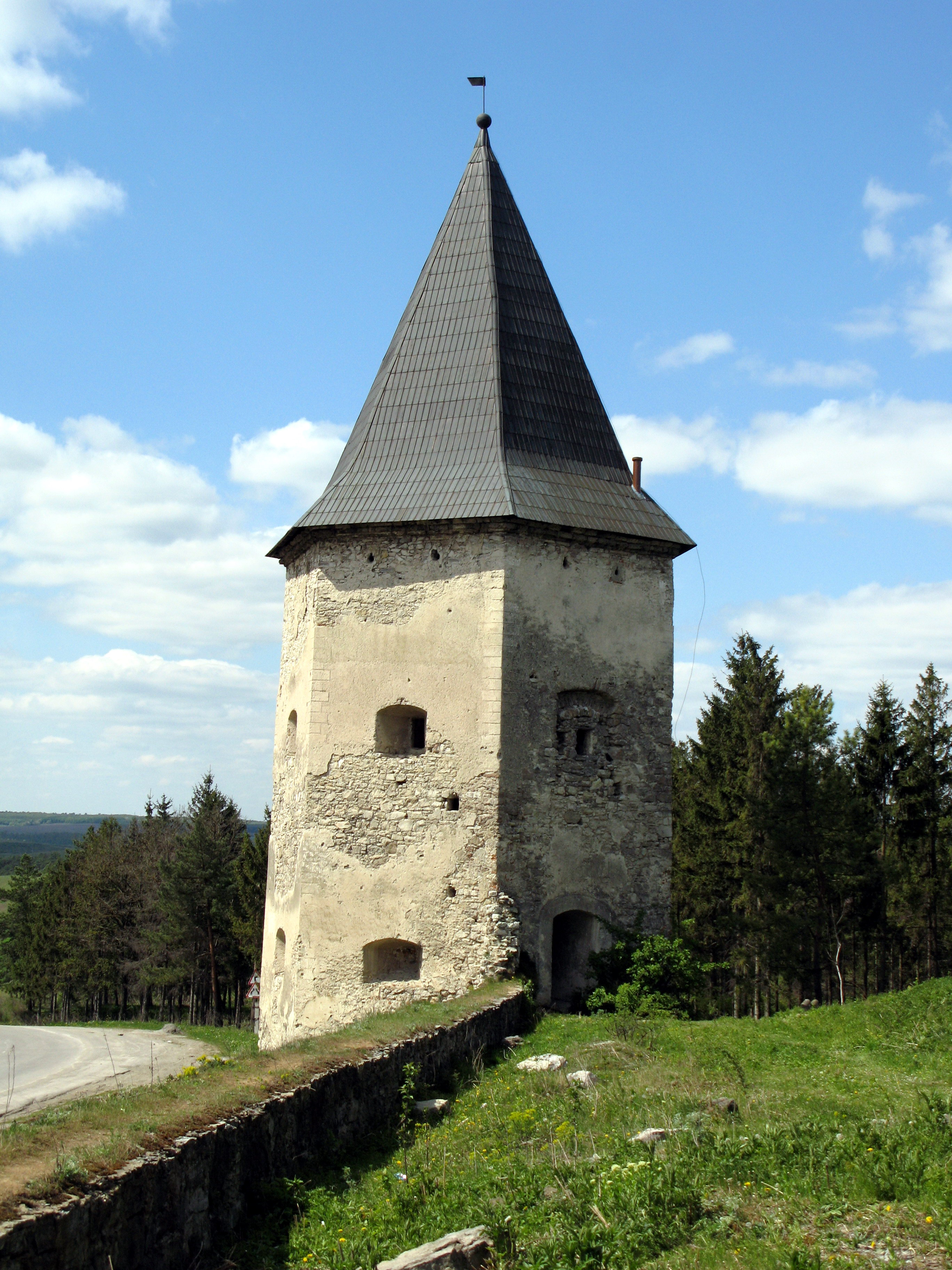
Залишки фортеці, 2007

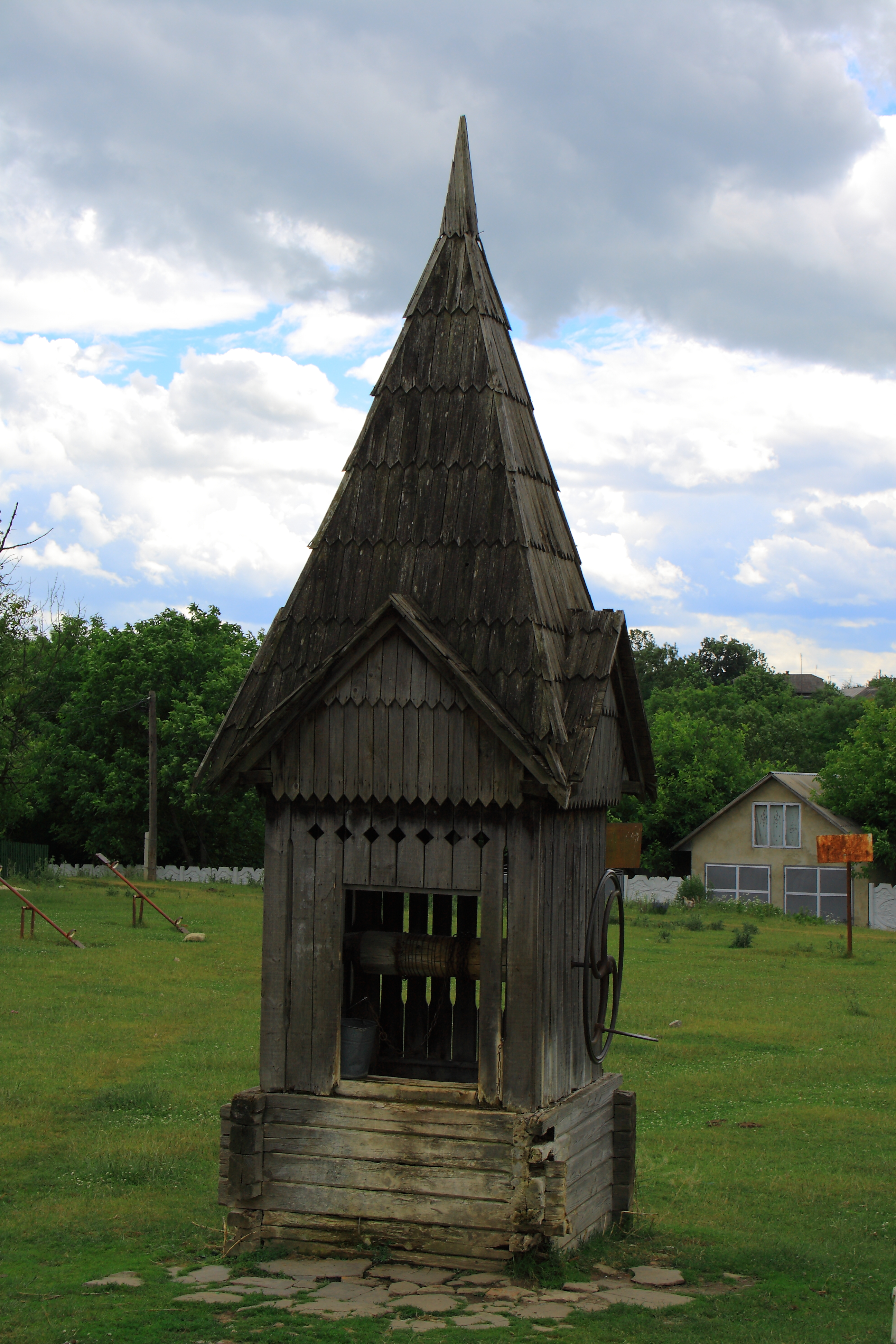
Сільська криниця

Поблизу Кривча виявлено археологічні пам'ятки культури фракійського гальштату. Також виявлено поселення трипільської культури етапу С, розміщене на північно-східному схилі великого мису в урочищі Вал, поблизу колишнього села Нижнє Кривче, на другій надзаплавній терасі правого берега річки Циганки. Розвідками стверджено багатошаровий характер поселення, виявлено розорані глинобитні майданчики і зібрано уламки кераміки та крем'яні вироби. Розвідки проводилися під керівництвом Свешнікова І. К. (1967 р.) та Ю. М. Малєєва (1973 р.). Матеріал і документація зберігаються в ІСН АН УРСР. розвідки 1973 р. — у Київському державному університеті.
Відоме від середини XVI ст. Зокрема, 1563 року власником села був польський шляхтич, кам'янецький гродський суддя Вавжинець Мілєський.
1639 року збудовано замок. Від 1650 року згадують як містечко під назвою «Оплакана». Замок не раз зазнавав нападів турецько-татарських орд, зокрема 1672 його зруйнували загони турецького султана Магомета IV. Згодом фортеця належала Кричинському; її залишки збереглися.
До 1939 року діяли «Просвіта», «Луг», «Сільський господар» та інші товариства, кооператива.
З 1947 року мешканці села зазнали каральної акції операції «Захід».
24 серпня 1991 року село входить до складу незалежної України.
До 19 липня 2020 р. належало до Борщівського району.
З 20 листопада 2020 р. належить до Борщівської міської громади.

## Населення

### Мова
Розподіл населення за рідною мовою за даними перепису 2001 року:
| Мова       | Кількість | Відсоток |
| ---------- | --------- | -------- |
| українська | 1858      | 99.62%   |
| російська  | 7         | 0.38%    |
| Усього     | 1865      | 100%     |

## Символіка

### Герб

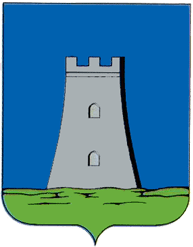
Герб польського періоду

Щит перетятий, у верхньому синьому полі срібна замкова вежа, обабіч неї — по золотій підкові, повернутій вухами вгору, у нижньому чорному полі три срібні кристали, над ними — 4 срібні перекинуті вістря.

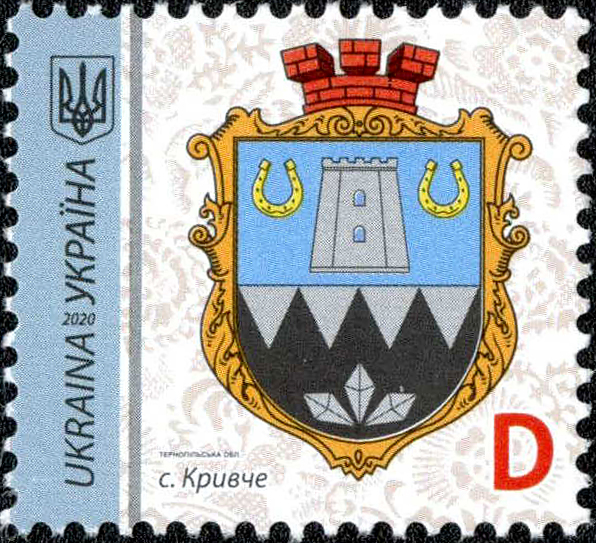
Поштова марка Укрпошти, Кривче, 2020 рік

Верхня частина щита уособлює Верхнє Кривче, а нижня — Нижнє. Вежа замку є історичним символом з печатки громади ХІХ ст., підкови означають щастя і добробут, 4 геральдичні вістря та 3 кристали вказують на печеру «Кришталеву».
Затверджений в 2007 р. Автор проекту — А. Гречило.

## Пам'ятки

Пам'ятник Тарасові Шевченку

Є церкви Вознесіння Христового (1760, дерев'яна, реставрована 1927) і Покрови Пресвятої Богородиці (1856; кам'яна), дві каплички об'явлення Пресвятої Богородиці (1909) та Пресвятої Богородиці (1991). Також в селі є недіючий костел Непорочного Зачаття Пресвятої Діви Марії.
Споруджено пам'ятник Тарасу Шевченку (1964), встановлено пам'ятник воїнові-афганцю Є. Богачу, хрест на честь скасування панщини (1880), пам'ятний знак полеглим у німецько-радянській війні воїнам-односельцям (1985), насипано символічну могилу полеглим воякам УПА (1992).
Геологічна пам'ятка природи місцевого значення Кривченська травертинова скеля.
Пам'ятник Т. Шевченку
Пам'ятка монументального мистецтва місцевого значення.
Встановлений 1992 р.
Скульптура — карбована мідь, постамент — граніт.
Скульптура — 2,5 м, постамент — 1,5 м

### Печери
Є печери: Глинка-1 та Глинка-2, Кришталева, На Хомах, Печера Двох озер, Середня, Славка, Тимкова скала та інші, менші печери. Серед них — Замкова (35 м.), що знаходиться нижче руїн замку Контських.

### Геологічна пам'ятка природи
- Девонські відслонення
- Кривченська травертинова скеля

## Соціальна сфера

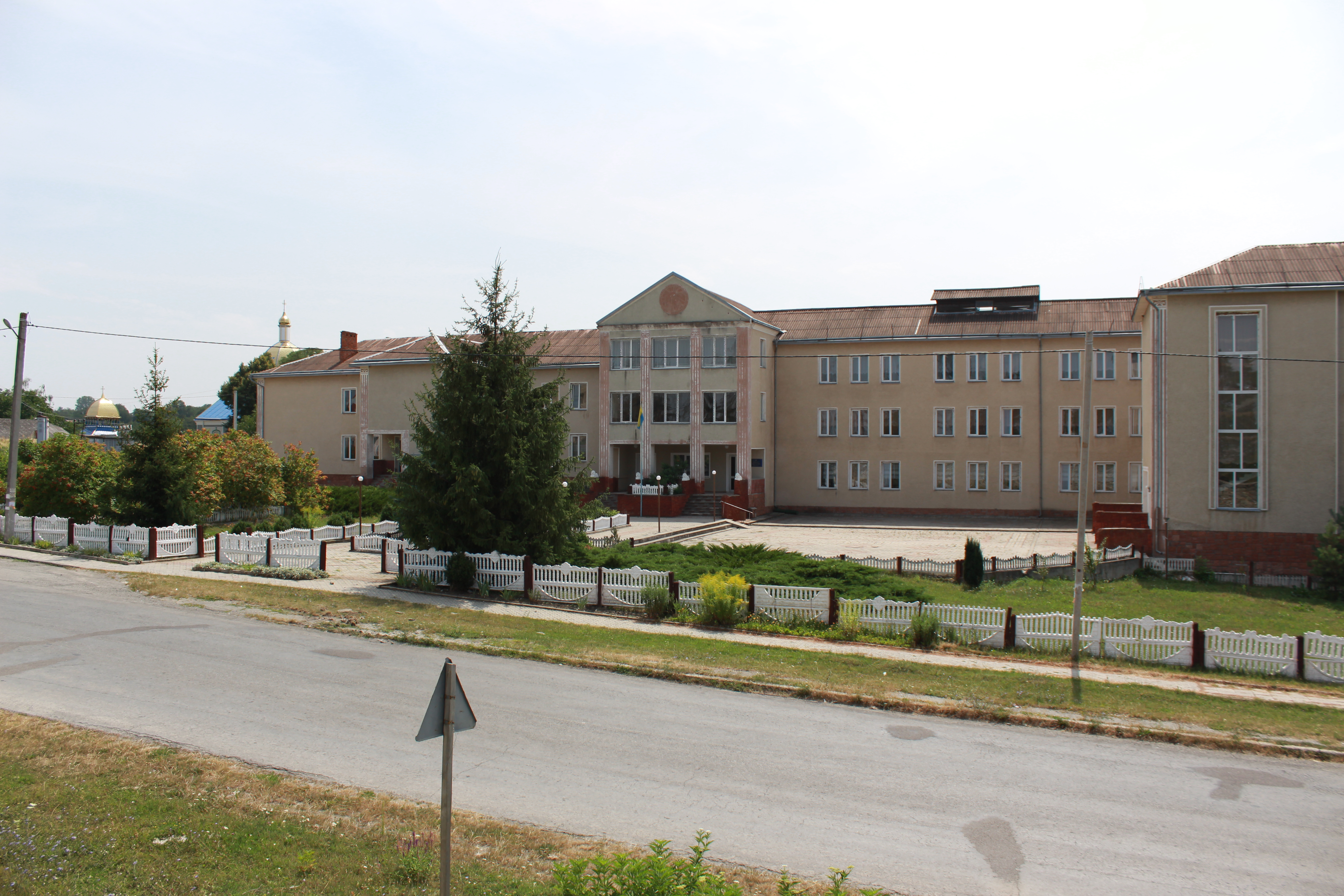
Будівля школи у с. Кривче

Діють загальноосвітня школа І-ІІІ ступенів, Будинок культури, бібліотека, ФАП, відділення зв'язку, торговельний заклад.
У жовтні 2016 року в селі завершено проведення газогону в село, який розпочали будувати ще у 2005 році, а потім заморозили на 8 років.

## Відомі люди

### Народилися
- Ільницький Роман (1915—2000) — педагог, магістр бібліотечної справи, редактор, публіцист, історик, громадсько-політичний діяч, заступник міністра народного господарства в УДП, голова Політради ОУНЗ.
- Криворучка П. — релігійний і громадський діяч.
- Мандзюк М. — громадсько-політичний діяч.

### Проживали, перебували
- Гутковський Клим — громадський діяч, активіст спортово-патріотичних товариств «Січ» та «Сокіл-Батько», командант Гуцульської сотні УСС, редактор часопису «Праця». У 1908-му відкрив сталактитові печери в Кривче, уперше зробив фотографії печери та склав топографічний план привхідної ділянки.
- Ельгорт Бума Борисович — український історик, музейник, краєзнавець, автор буклета про печеру Кришталеву.
- Авагян Олександр Беніамінович — український археолог, спелеолог, організував експедиції для дослідження печер «Озерна» та «Оптимістична», в результаті чого було виявлено, що вони — одні з найбільших у світі.
- Лук’яненко Зінаїда Григорівна - народна художниця декоративно-ужиткового мистецтва з Чернігівщини.

## Світлини

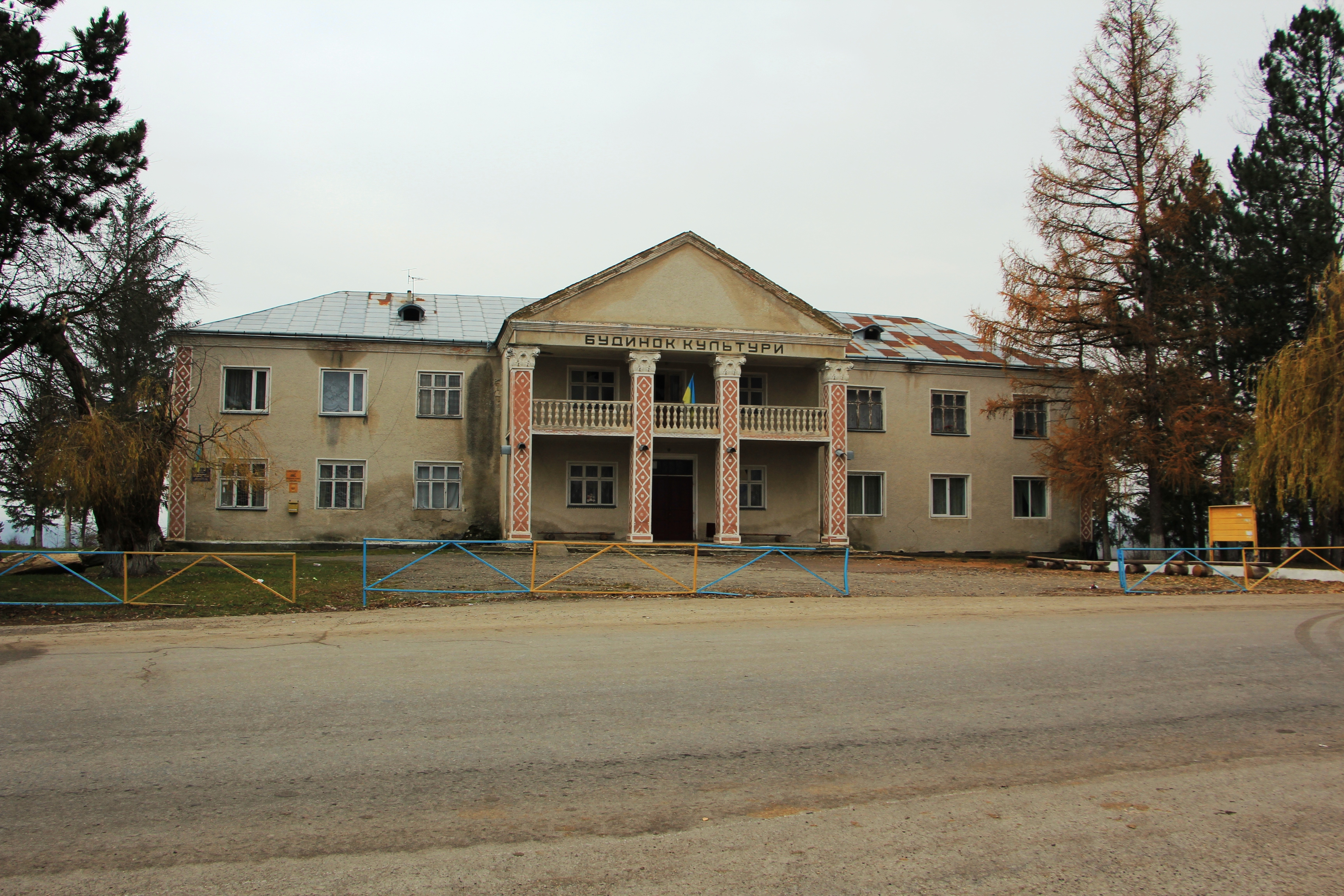
Будинок культури
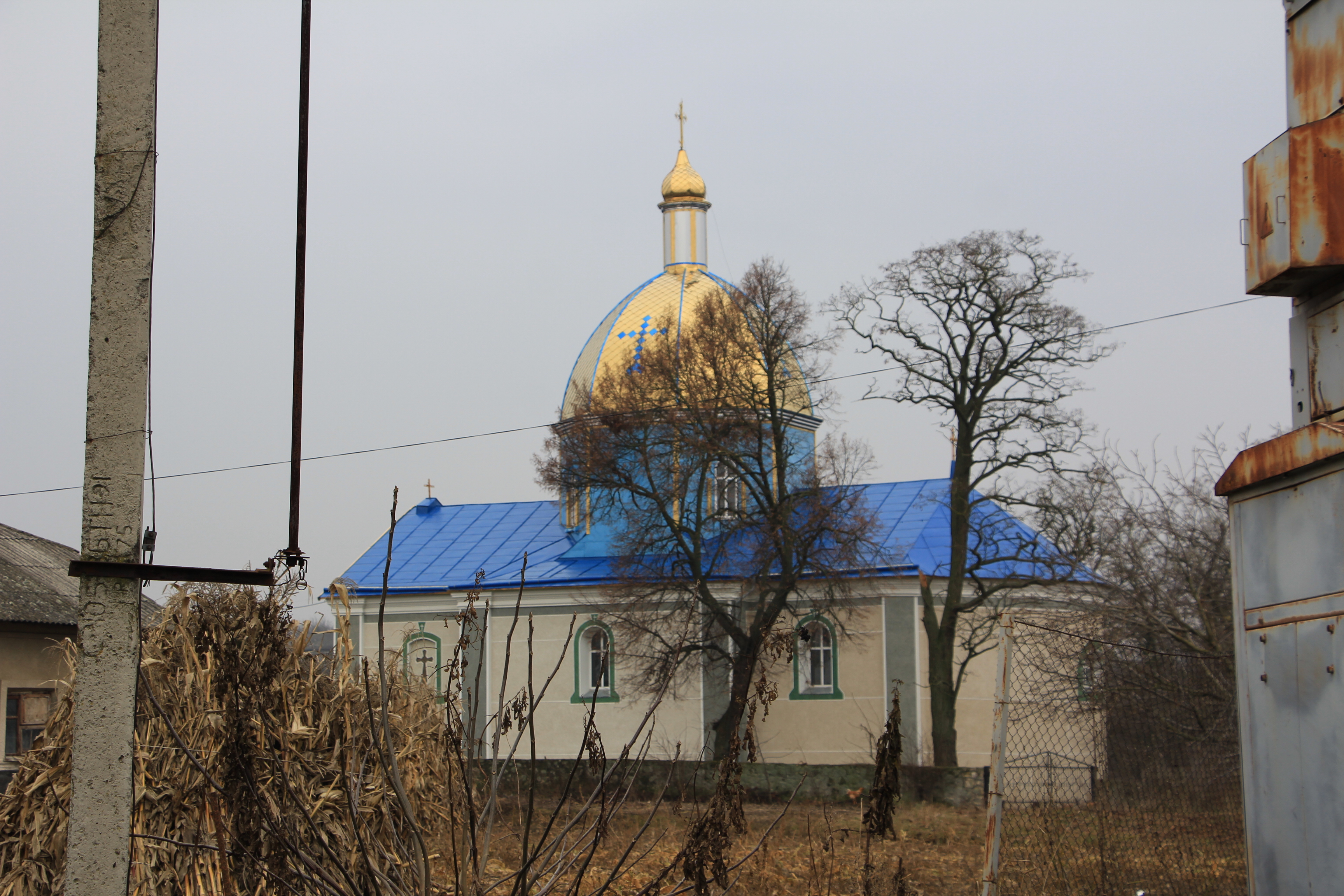
Церква Покрови Пресвятої Богородиці 1856
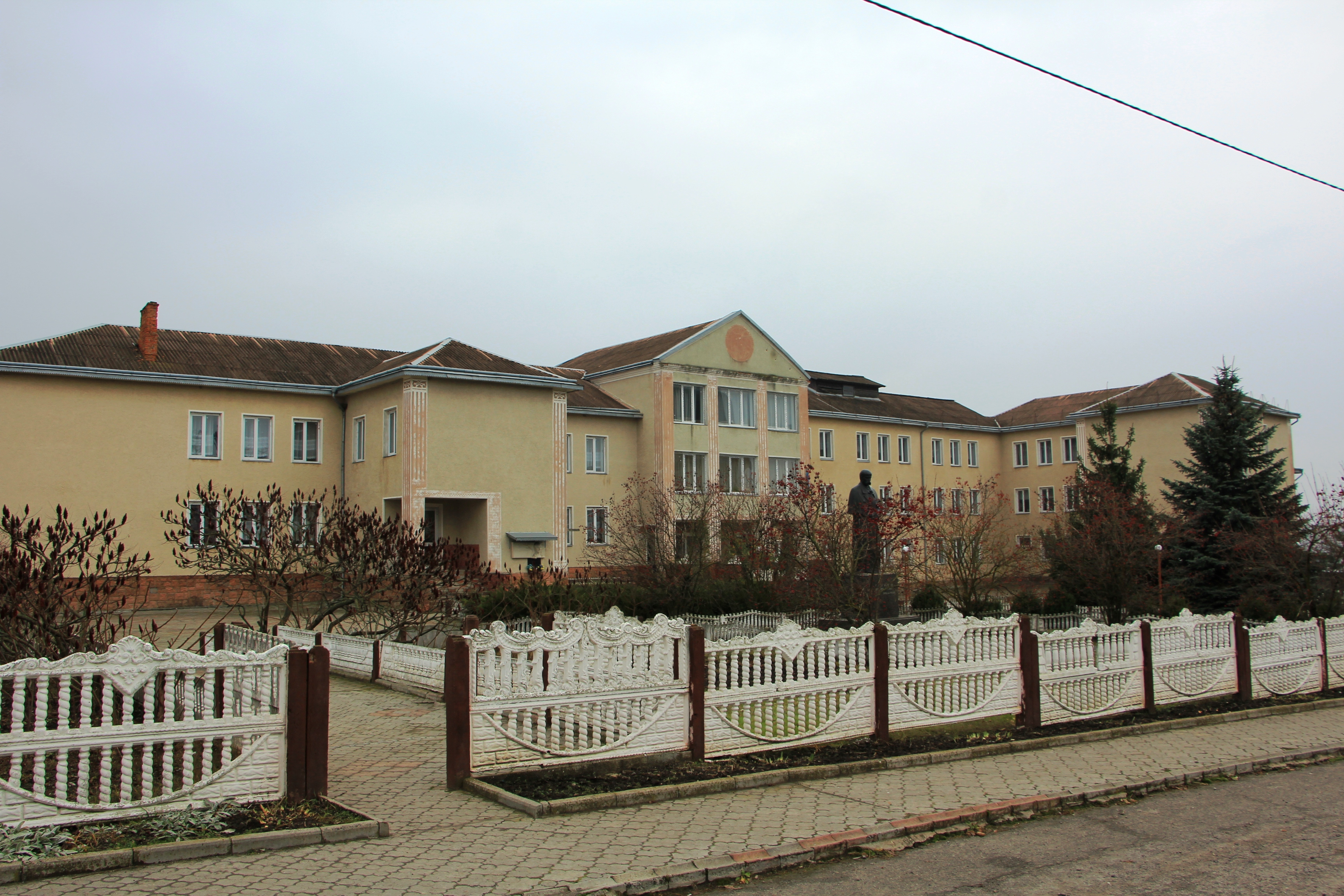
Школа
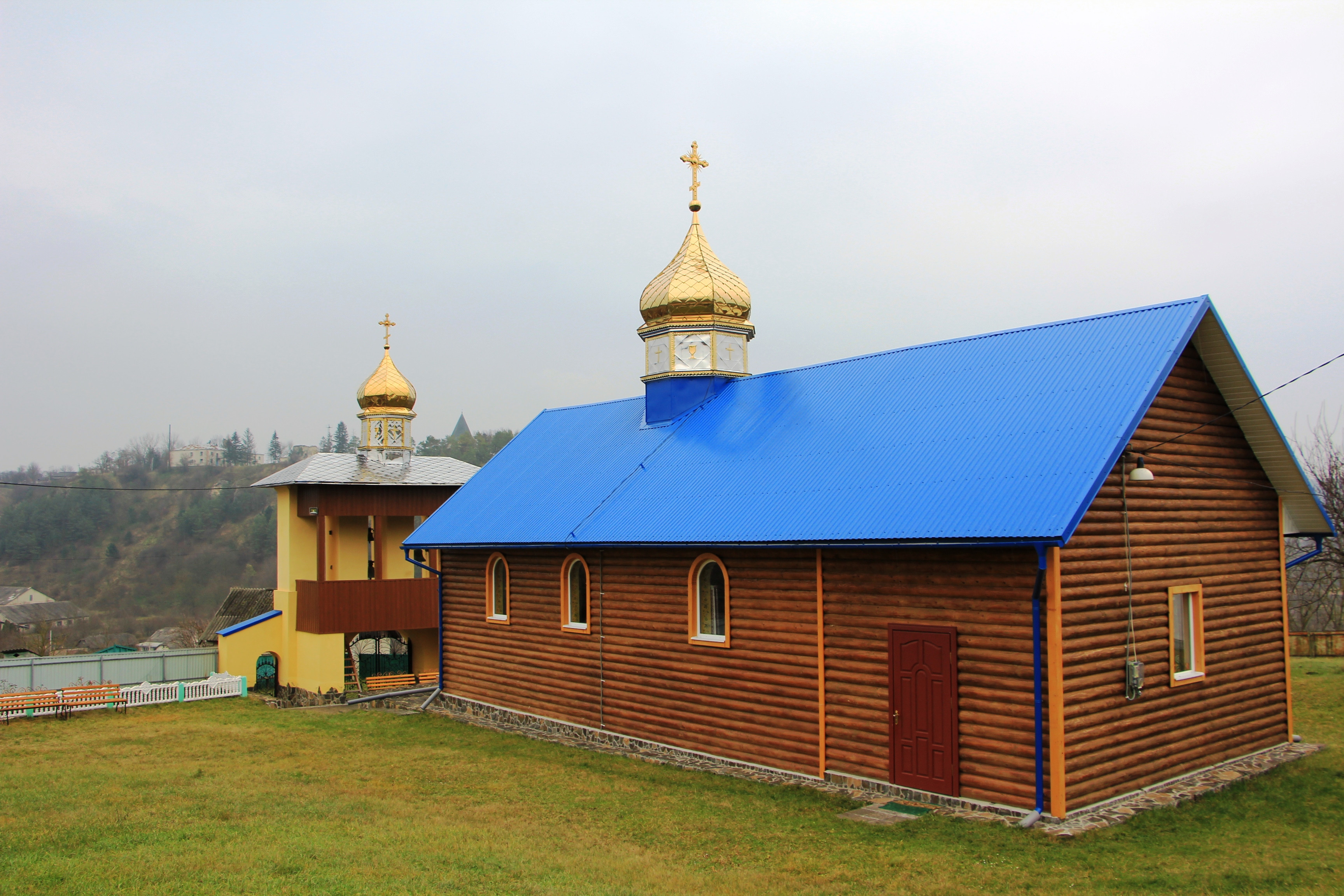
Церква Вознесіння Христового 1760
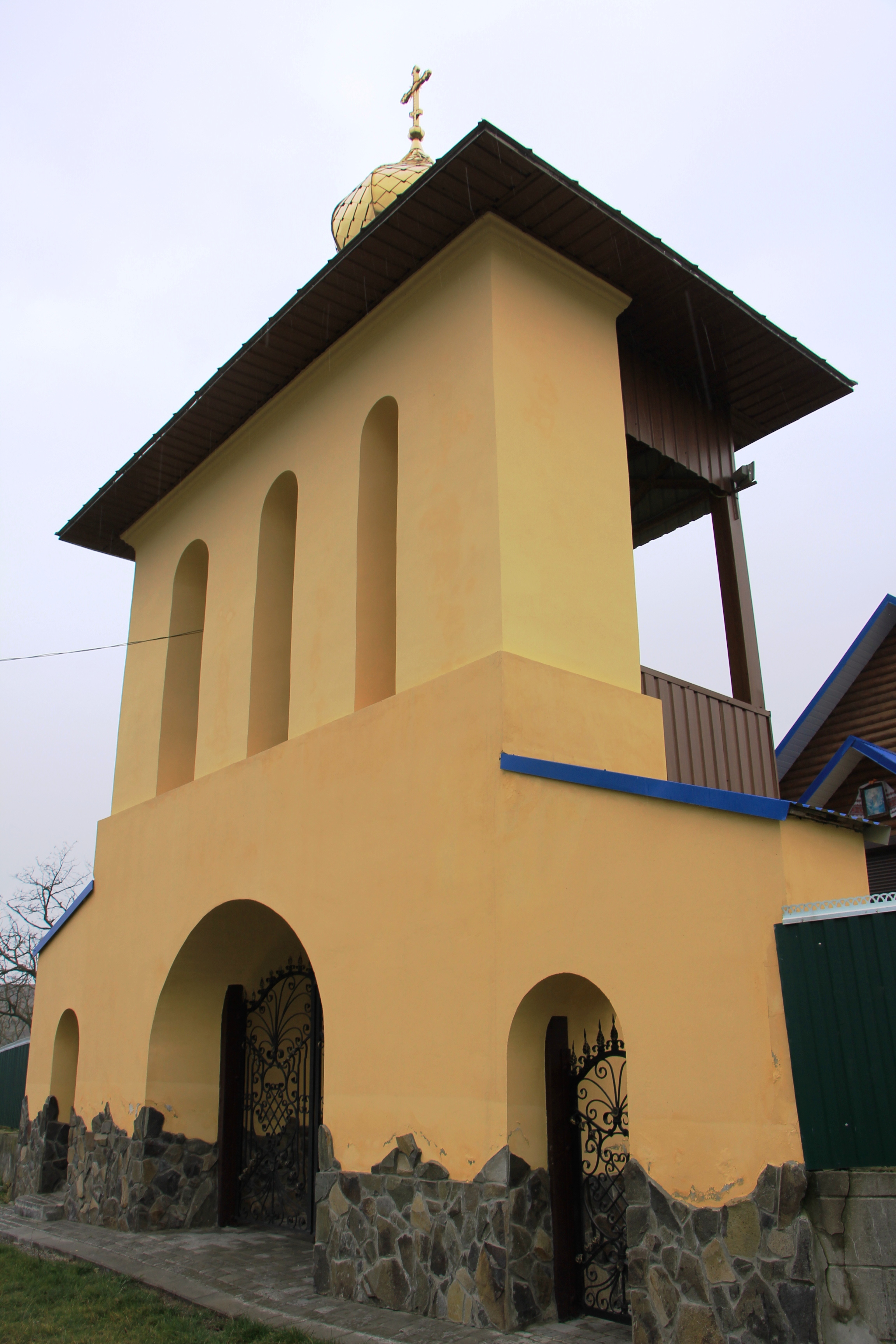
Церква Вознесіння Христового 1760 (дзвіниця)
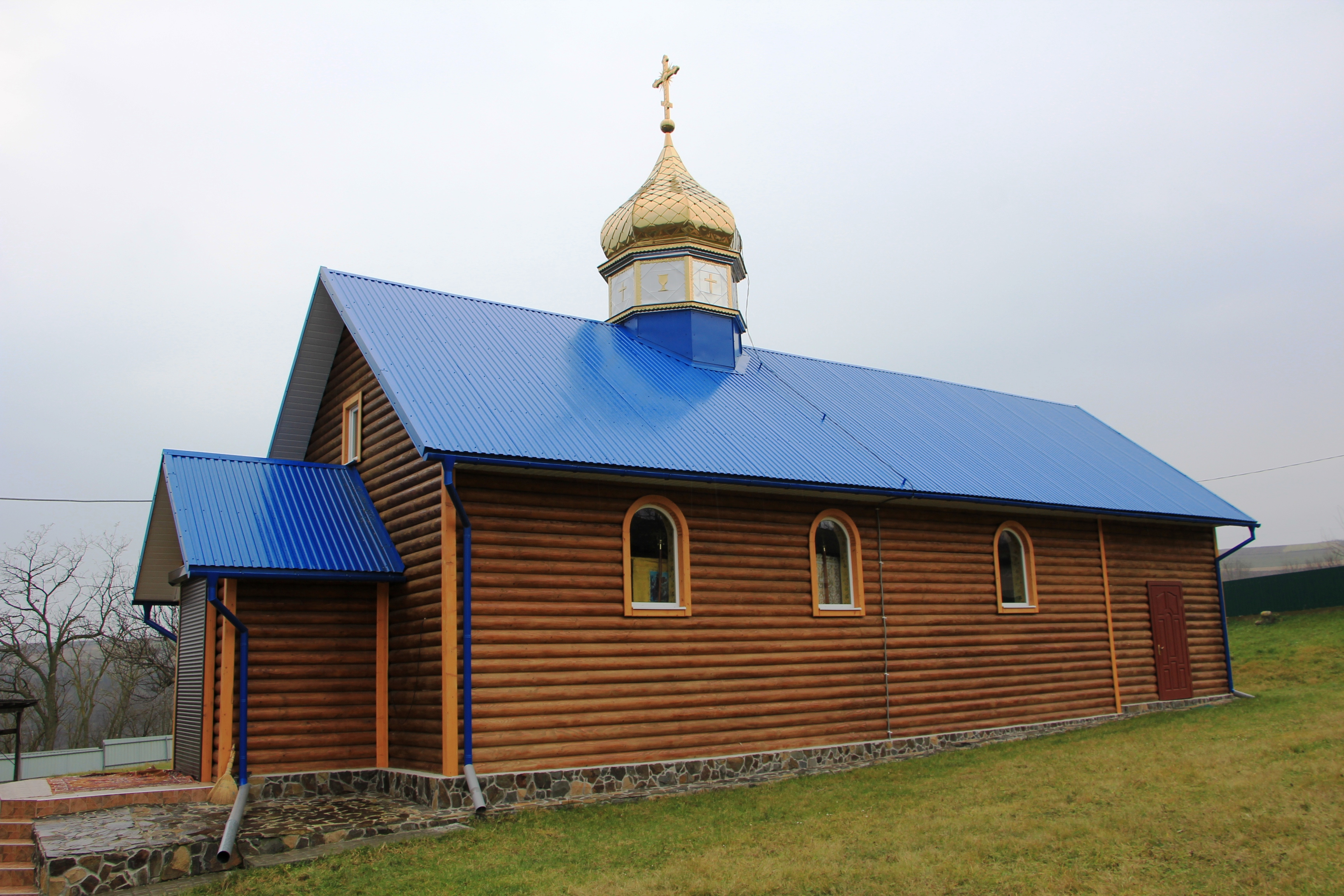
Церква Вознесіння Христового 1760
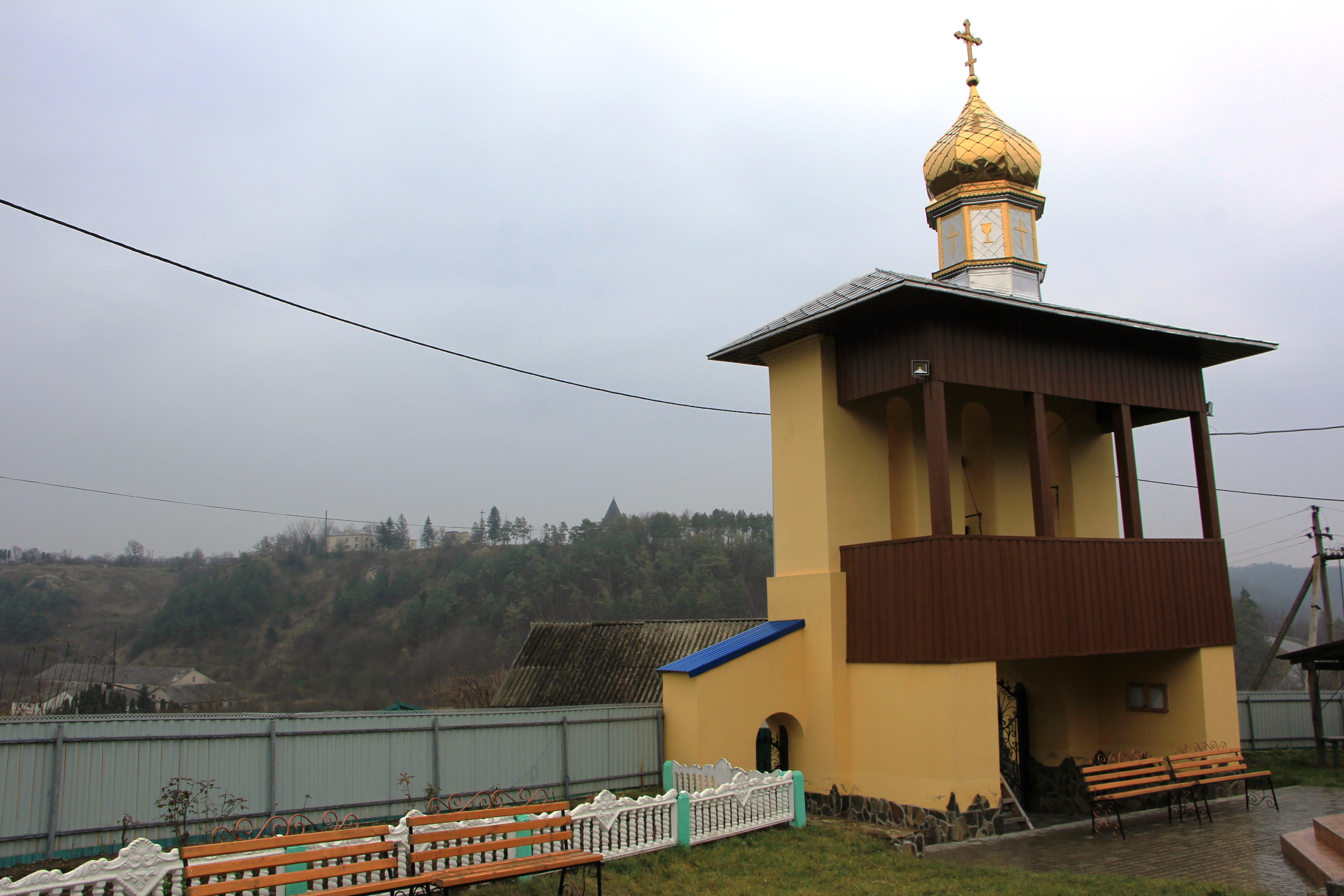
Церква Вознесіння Христового 1760 (дзвіниця)